# 김은규
김은규는 대한민국의 가수이며 1988년 인천에서 태어났다.소속사는 이룬컴 엔터테인먼트이며 학력은 열린사이버대학교 영상연예학과를 졸업하였고 2004 연암음악콩쿨 성악부문 우수상을 수상하였고 그룹 탑투엠의 멤버였으며 2010년 앨범 'GYU'로 데뷔하였다.